# سويداء لحمية
السويداء اللحمية (باللاتينية: Suaeda carnosissima) نوع نباتي يتبع جنس السويداء من الفصيلة القطيفية.

## الموئل والانتشار
موطنها الأصلي بلاد الشام وتركيا.